# Illatos tejelőgomba
Az illatos tejelőgomba (Lactarius glyciosmus) a galambgombafélék családjába tartozó, Eurázsiában és Észak-Amerikában honos, savanyú talajú erdőkben élő, kókuszillatú, nem ehető gombafaj. Egyéb elnevezései: édesszagú tejelőgomba, fakó tejelőgomba, kókuszillatú tejelőgomba.

## Megjelenése
Az illatos tejelőgomba kalapja 2-6 cm széles, alakja fiatalon kissé domború, majd hamar kiterül és bemélyedővé válik; a közepén többnyire kicsiny, hegyes púp található. Színe krémrózsás, szürkésbarnás, húsokkeres, esetleg halvány húslilás árnyalattal. Többnyire nem, vagy alig láthatóan zónázott. Felülete száraz, matt, deres-nemezes. Széle fiatalon aláhajló.
Húsa puha, szivacsos, halvány krémszínű, sérülésre fehér tejnedvet ereszt, amely nem változtatja  színét. Szaga erős, kellemes, kókuszszerű; íze hamar kissé csípőssé válik. 
Sűrű állású lemezei lefutók, féllemezek előfordulnak. Színűk krémszínű, halvány okkeres.
Tönkje 2-7 cm magas és 0,5-1 cm vastag. Alakja hengeres, idősen üregesedik, viszonylag törékeny. Színe fehéres, halvány hússárgás.
Spórapora halvány krémszínű. Spórája széles elliptikus; felülete szemcsés, részben hálózatos; mérete 6,5-8,5 x 5,5-6,5 μm.

### Hasonló fajok
A szagos tejelőgomba kalapja sötétebb, fenyőerdőben él; a daróc-tejelőgomba nagyobb, fűszeres, leveskocka-szagú.

## Elterjedése és termőhelye
Eurázsiában és Észak-Amerikában honos. Magyarországon ritka.
Savanyú talajú erdőkben, tőzeglápokon található főleg nyír, esetleg éger vagy fűz alatt. Augusztustól októberig terem.
Nem mérgező, de csípős íze miatt fogyasztásra nem javasolt.   

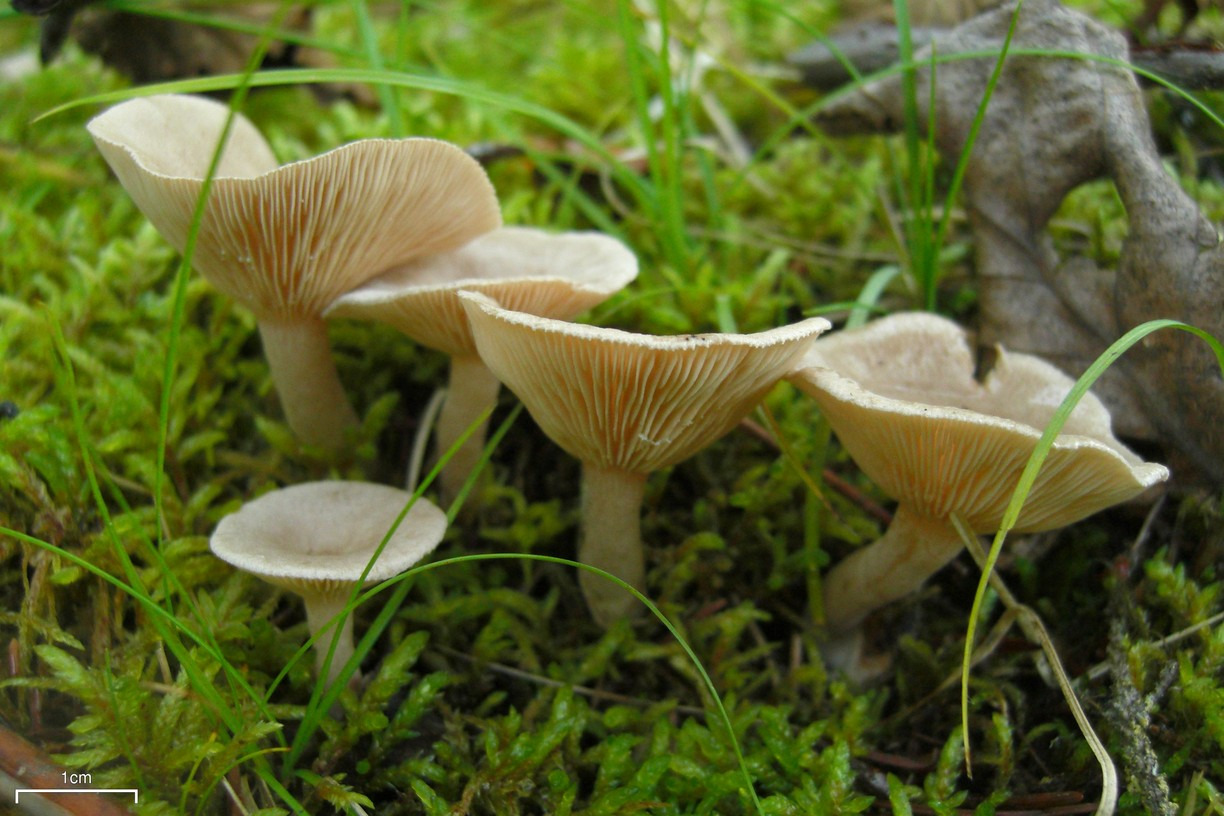
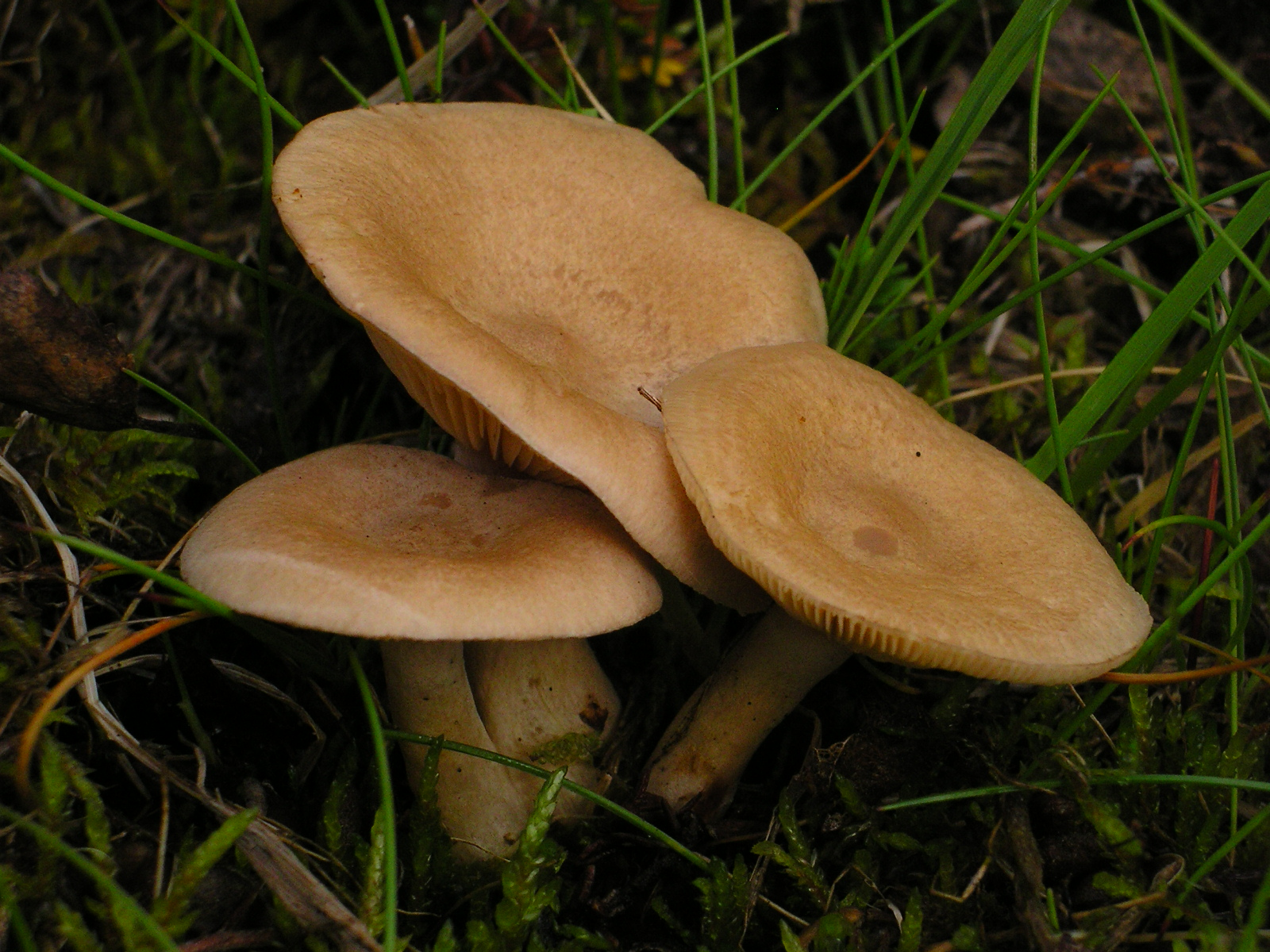
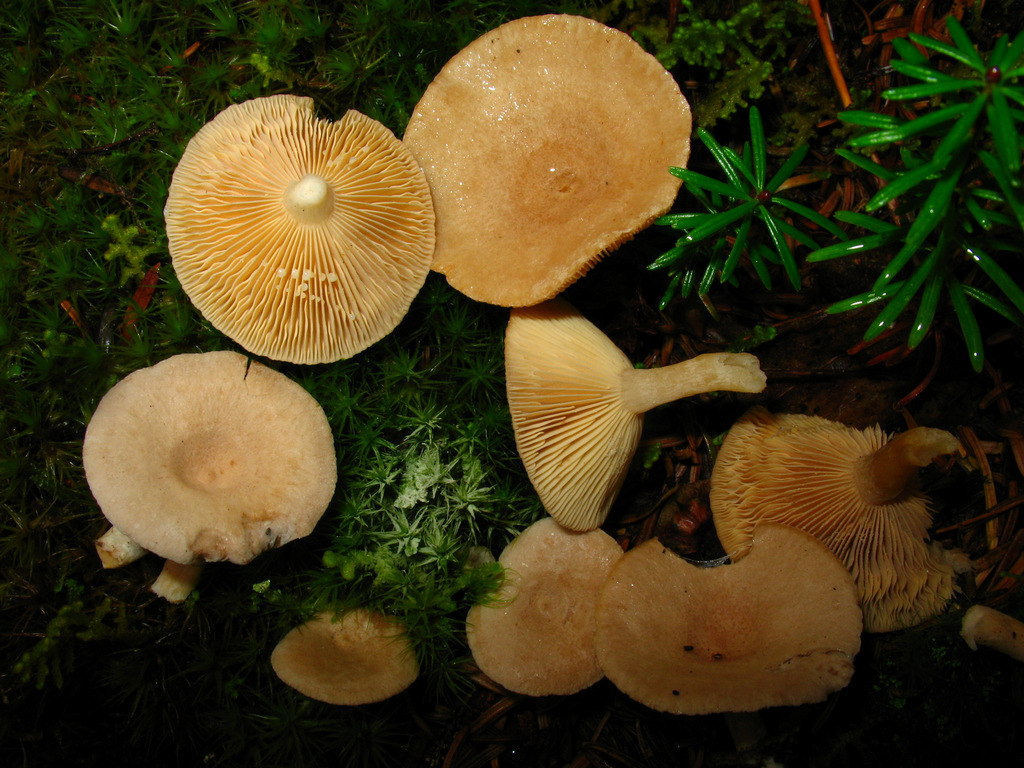
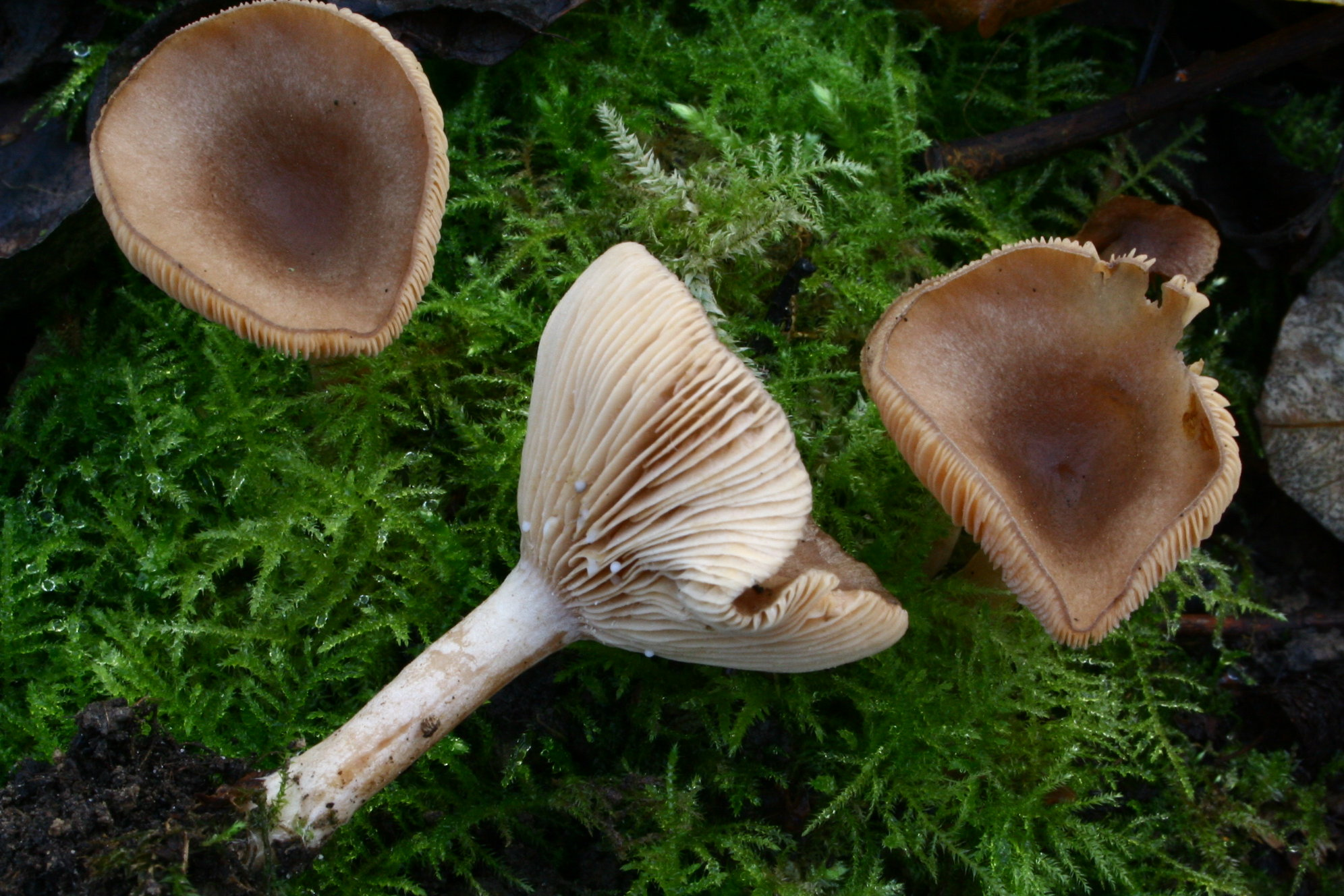
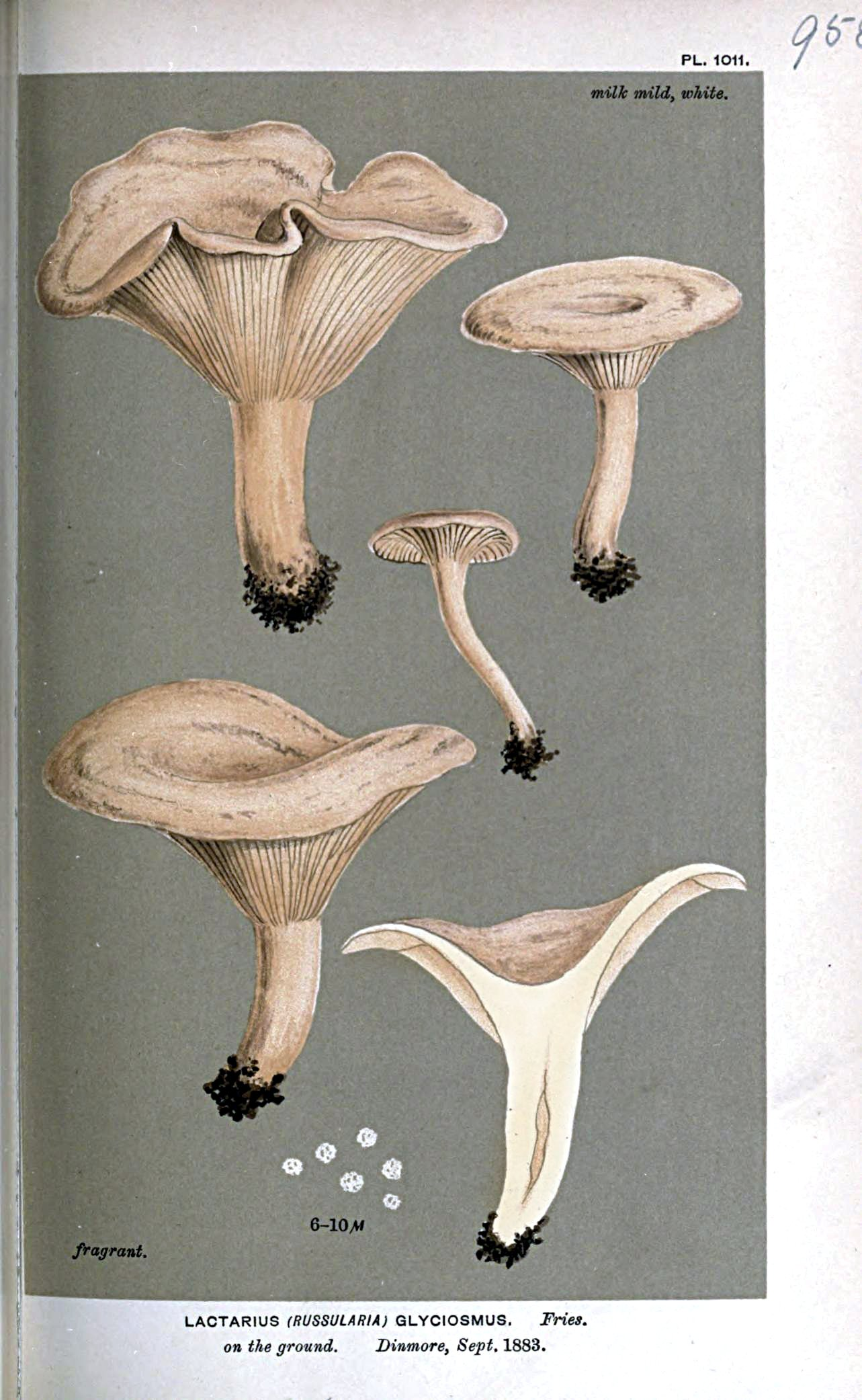